# Bitva u Legnana
Bitva u Legnana se odehrála roku 1176 poblíž města Legnano v severní Itálii. V této bitvě bojoval na jedné straně císař Fridrich I. Barbarossa a na straně druhé Lombardská liga, vedená Guidem da Landriano. Fridrich, který se již několik let snažil podrobit si sever Itálie, zde utrpěl těžkou porážku a tím byla jeho moc nad Lombardií zlomena. Bitva je také zajímavá z hlediska vojenského. Italská pěchota zde dokázala vydržet nápor těžce obrněných rytířů, což nebylo často k vidění a dokazuje to italské odhodlání a vlastenectví.

## Pozadí

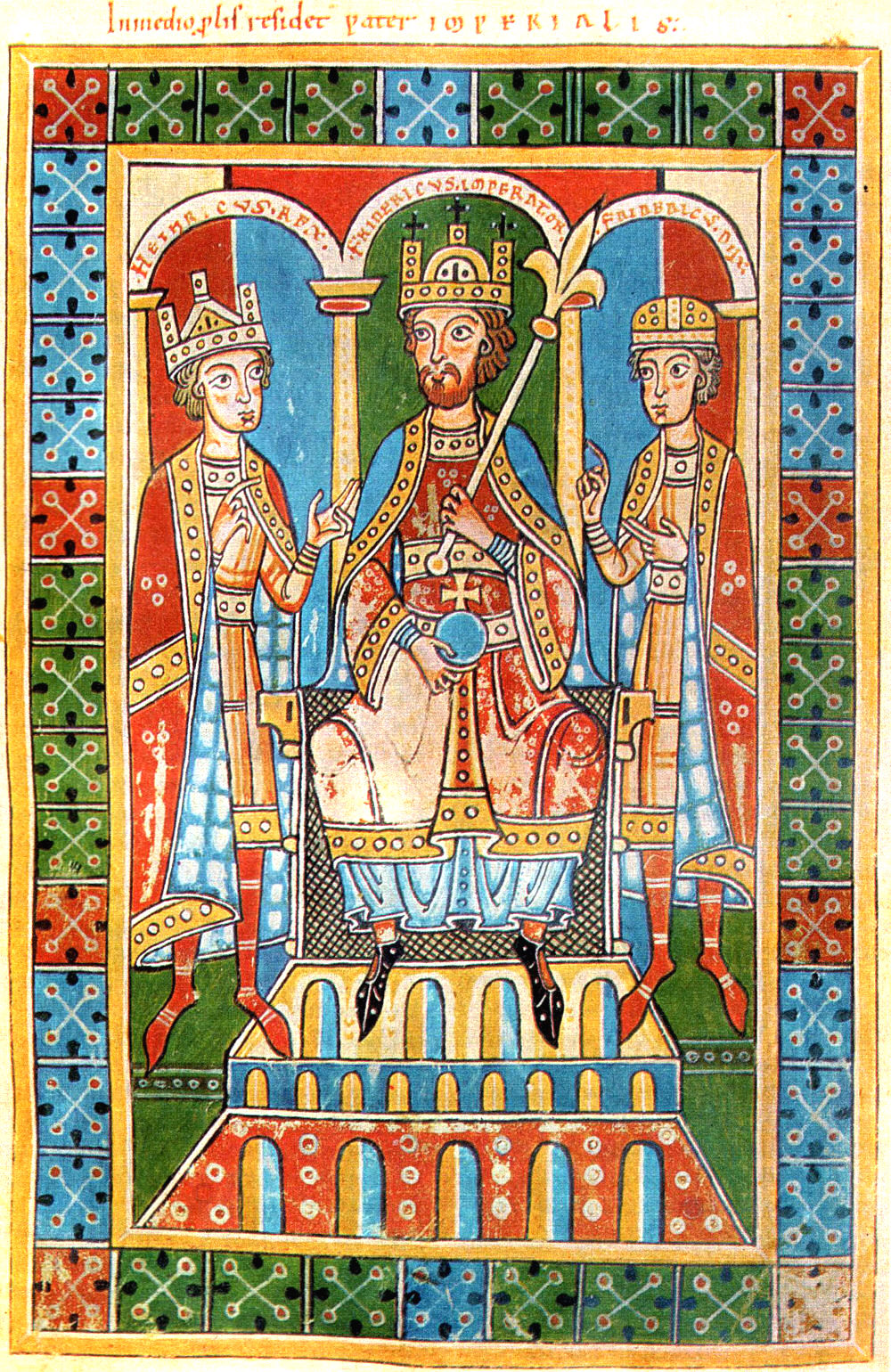
Fridrich I. Barbarossa (uprostřed)

Když byl v roce 1152 zvolen za císaře Svaté říše římské Fridrich I. Barbarossa, bylo všem jasné, že se bude jednat o silného císaře. Fridrich totiž nebyl zvolen za císaře díky svému příbuzenskému vztahu s předešlými vládci, ale díky svým vojevůdcovským schopnostem. Brzy se mu podařilo upevnit svou vládu nad celým Německem a v roce 1154 se rozhodl vpadnout do Itálie. Před tímto vpádem se italská města na severu těšila faktické nezávislosti a již delší dobu neodváděla daně císaři. Ihned po vpádu císařských vojsk začala v Lombardii rebelie, kterou vedlo město Milán. Toto město nejvíce profitovalo ze své výhodné pozice, protože každý, kdo překročil Alpy, musel projít Milánem a samozřejmě tu utrácel velké sumy za potraviny, dopravu či průvodce. Fridrich se nejdříve vypravil do Říma, kde ho papež Hadrián IV. korunoval císařem Svaté říše římské a vrátil se zpátky do Německa. Za celou dobu tohoto tažení se mu nepodařilo uštědřit porážku vzbouřencům a už vůbec nenastolil v severní Itálii vládu císaře. Němečtí baroni to pokládali za slabost císaře a tak musel Fridrich potlačit vzrůstající opozici ve Svaté říši, což se mu nakonec povedlo. V roce 1158 byla uskutečněna druhá výprava do Itálie, daleko úspěšnější než ta předchozí. Císaři se podařilo dobýt Milán a ostatná italská města přišla rychle k rozumu. Bohužel pro Fridricha, v té době také zemřel papež Hadrián IV. a císař se musel zapojit do bojů o papežské následnictví. Během této doby opět propukly vzpoury v severní Itálii a v čele těchto vzbouřenců stálo znovu město Milán. Fridrich musel vynaložit velké úsilí, ale nakonec v roce 1162 porazila německá vojska všechny rebelanty. Přesto v Itálii nenastal mír. Již v roce 1163 zahájil Fridrich třetí výpravu, avšak tentokrát proti němu stála plnohodnotná aliance, která se nazývala Lombardská (či Langobardská). Vzhledem k této síle byl Fridrich v těžké početní nevýhodě a tato výprava, společně s další realizovanou v roce 1166, skončila neúspěchem. Po těchto porážkách se Fridrich na krátkou dobu vzdal úsilí o podrobení Itálie. Další výprava se uskutečnila až v roce 1174, protože Fridrich chtěl zabránit sbližování se Lombardské ligy s papežem Alexandrem III.

## Cesta k bitvě
Od roku 1174 až 1176 se Fridrich ze všech sil snažil zlomit moc Lombardské ligy. Počátkem roku 1176 Fridrich požádal o německé posily za účelem zvýšení intenzity jeho tažení. Obratem se k němu připojilo 2000 mužů, kteří byli převážně jezdci na koních (tj. bylo mezi nimi málo pěšáků). Císař připojil tyto posily ke svému vojsku a měl nejspíše namířeno k Pavii, kde se nacházel zbytek jeho armády. Italové se pochopitelně dozvěděli o pohybu německých vojsk a rychle se snažili vypravit armádu proti Fridrichovi. Nakonec tato armáda vyrazila vstříc německému vojsku a obě vojska se setkala 29. května 1176.

## Bitva

Schéma bitvy u Legnana

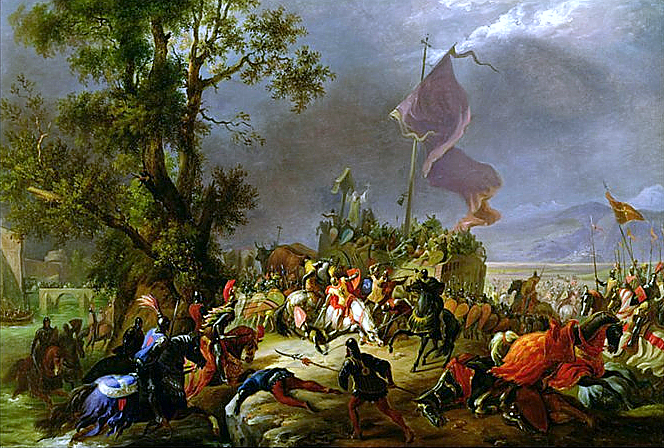
Útok jízdy v bitvě u Legnana

Fridrichova armáda se skládala hlavně z jezdců na koních a pouze z malého počtu pěšáků. Důvody tohoto rozhodnutí byly nejspíše dva. Jízdní vojsko se rychleji přesouvalo a císař věřil, že pěšáky potřebovat nebude. Lombardská armáda měla nejspíše rovnoměrný počet pěšáků a jezdců (1:1) a navíc s sebou milánští bojovníci měli tzv. Carroccio, což byl vůz symbolizující sílu, prosperitu a nezávislost italských měst. Bitva začala útokem předního voje italské jízdy proti přednímu voji německé jízdy, která byla v početní menšině. Němci byli útokem zaskočeni a rychle poraženi, ale Fridrichovi se podařilo uspořádat zbytek armády a útočníky z řad italské jízdy odrazil. Ihned poté vydal císař povel k hromadnému útoku. Mezitím Italové rovněž zformovali své linie, přičemž v předních linií byla jízda a za nimi byla rozmístěna pěchota. Němečtí vojáci se směle vrhli na italskou kavalerii a snadno prolomili její linie. Italská kavalerie prchla a německým vojákům už jen zbývalo porazit pěchotu. Zuřivě zaútočili na pěšáky, ale stalo se něco do té doby nevídaného, pěšáci neutekli. Semkli své štíty a vytvořili něco, co připomínalo řeckou falangu. Odvaha těchto pěšáků byla opravdu obdivuhodná, protože boj vůči rytířům, kteří představovali společenskou elitu a měli lepší výcvik i bojové zkušenosti se zpravidla zvrhl v masakr pěchoty. Začal tuhý boj a ani jedna strana nechtěla za žádnou cenu ustoupit. Rytíři se neustále snažili o prolomení řad pěchoty, ale ta stála pevně na svých místech se štíty pevně uzavřenými a kopími vztyčenými (něco obdobného se stalo v bitvě u Hastingsu). Vzhledem k tomu, že italští pěšáci neustoupili, mohla se poražená, avšak nezničena italská jízda znovu přeskupit a zaútočit na nepřítele. Fridrichovi jezdci, demoralizovaní svou neschopností porazit pěchotu, se již cítili velmi vyčerpaní. Po divokém útoku italské jízdy se císařští vojáci dali na kvapný útěk a kvůli nedostatku pěšáků v jejich řadách se neměli kde přeskupit. Výsledkem byla přímo katastrofa. V nastalém zmatku byla ukořistěna císařská standarta a samotnému císaři se podařilo uniknout jen o vlásek.

## Důsledky bitvy
Několik dní po bitvě se předpokládalo, že je císař Fridrich mrtev. Tato spekulace byla samozřejmě vyvrácena a císař se brzy připojil ke zbytku vojska u Pavie. I když byl císař živý, Němci neměli sílu k poražení lombardského vojska a tak byl nakonec v roce 1177 sjednán mír v Benátkách. Fridrichova moc nad Lombardií tak byla zlomena.

## Mýtus

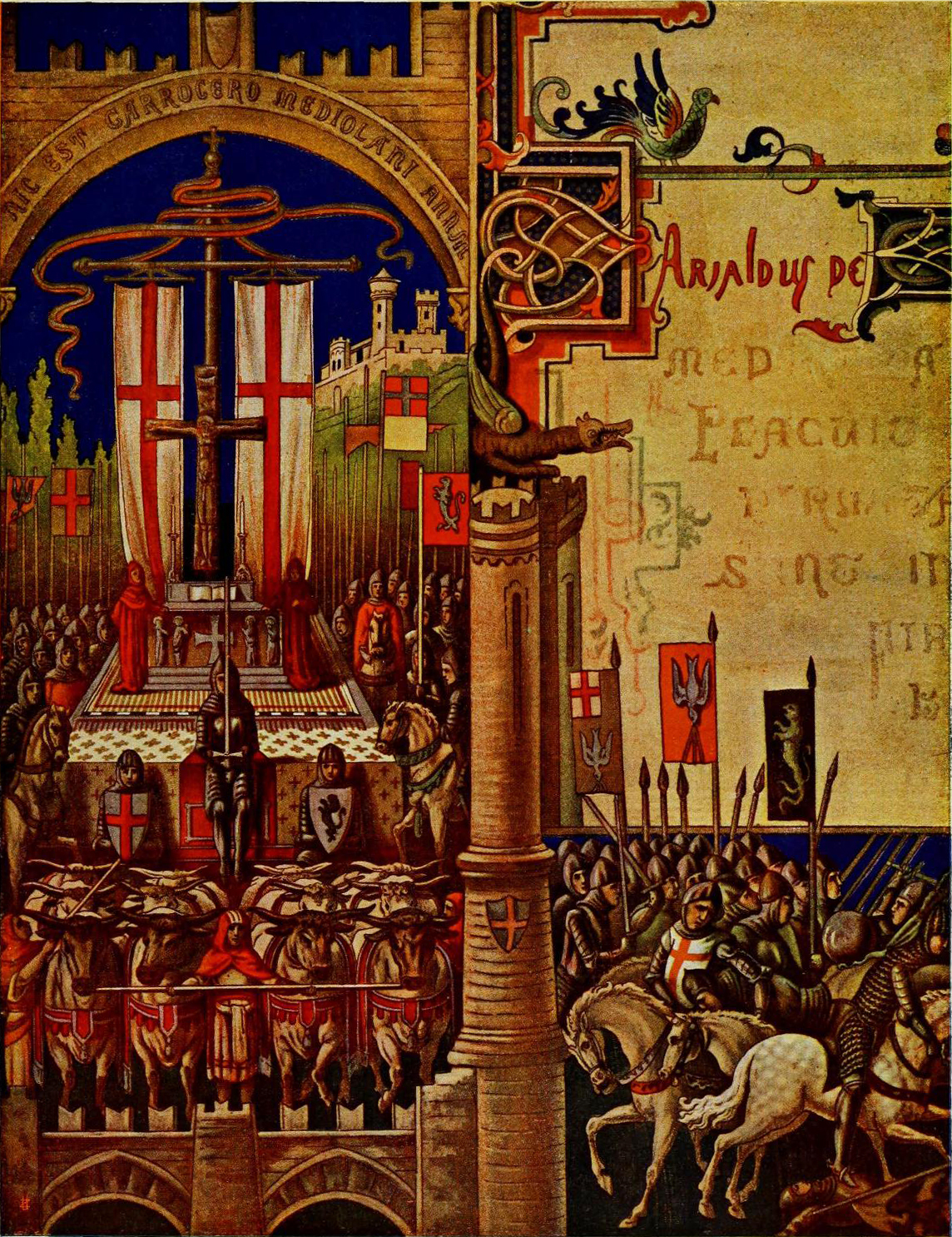
Carrocio na miniatuře z 11. století

Na příkladu tradice bitvy u Legnana můžeme demonstrovat, jak velkou proměnu prodělalo národnostní cítění obyvatel Lombardie a severní Itálie vůbec. Původně byla vnímána jako argument historického oprávnění existence nezávislých městských komun, později, v období italského risorgimenta, byla vnímána jako spravedlivý, a tedy vítězný boj proti okupantům (v tomto případě revoluční boj Italů proti Rakouskému císařství, pod které Lombardie i Benátsko patřily - proto se také bitva u Legnana objevuje r. 1847 v národní hymně Goffreda Mameliho), až se v 80. letech 20. století stane hrdina bitvy, Alberto da Giussano, symbolem nově vytvořené separatistické severoitalské politické strany Lombardská liga, bojující proti centralizaci Italského státu a bránící "staré svobody" lombardské samosprávy.